# Apoštolský vikariát Severní Patagonie
Apoštolský vikariát Severní Patagonie byl vikariát římskokatolické církve, nacházející se v Argentině.

## Historie
Vikariát byl založen roku 1884, z části území arcidiecéze Buenos Aires.
Roku 1904 byl vikariát zrušen a území připadlo arcidiecézi Buenos Aires.

## Seznam vikářů
- Giovanni Cagliero (1884-1904)